# Fafa (Ouham)
Die Fafa ist ein Fluss in der Zentralafrikanischen Republik und der rechte Zufluss des Ouham.

## Verlauf
Die Fafa entspringt ca. 25 km ostnordöstlich von Bogangolo. Sie verläuft anfangs in nordöstlicher Richtung durch eine Hochebene und macht nach ca. 50 km einen Bogen in nordwestlicher Richtung. Nach 114 km erreicht sie den Pegel in Bouca, um schließlich nach weiteren 158 km bei Batangafo in den Ouham zu münden.

## Wassermanagement
Im Zuge des zunehmend trockenfallenden Tschadsees gibt es Überlegungen, den Ubangi über einen 184 km langen Kanal mit der Fafa zu verbinden, um dem Tschadbecken Wasser aus dem Kongoeinzugsgebiet zukommen zu lassen.

## Hydrometrie
Durchschnittliche monatliche Durchströmung der Fafa gemessen an der hydrologischen Station in Bouca, etwa 150 km oberhalb der Mündung in den Ouham in m³/s.